# 広島つくしの会
広島つくしの会（ひろしまつくしのかい）とは、広島県内の生活問題全般の解決を目指す社会的任意団体。

## 概要
昭和56年4月に発足。
発足に先立ち、昭和55年2月に当時の広島県庁職員の呼びかけで集まった」弁護士数十名がサラ金問題の研究会(クレサラ研究会)を発足したのが源流となり、現在でも各種借入問題、社会問題の解決を目指している。
また、発足当初より全国クレサラ・生活再建問題被害者連絡協議会に加盟している。

## 主な活動
クレジットやサラ金を利用したばかりに困っている利用者やその家族に対して、クレジットやサラ金と縁を切り、健全で平和な家庭生活を取り戻すためのアドバイスを行っている。

### 活動内容[5]
- 電話、対面相談
  - 月～金曜日
13:00~17:00 電話相談「クレ・サラ110番」
- 各種定例会
- 各種相談会
- 各種広報誌発行
- その他